# Сенсунтепеке
Сенсунтепеке (исп. Sensuntepeque) — город в Сальвадоре, административный центр департамента Кабаньяс.

## История
Был основан в 1550 году индейцами. В 1821 году получил статус города.

## Географическое положение
Центр города располагается на высоте 725 м над уровнем моря.

## Экономика
Экономика города основана на производстве кофе и сахара.

## Демография
Население города по годам:
| 1992   | 2000   | 2012   |
| ------ | ------ | ------ |
| 16 021 | 18 700 | 22 415 |